# CYP3A4

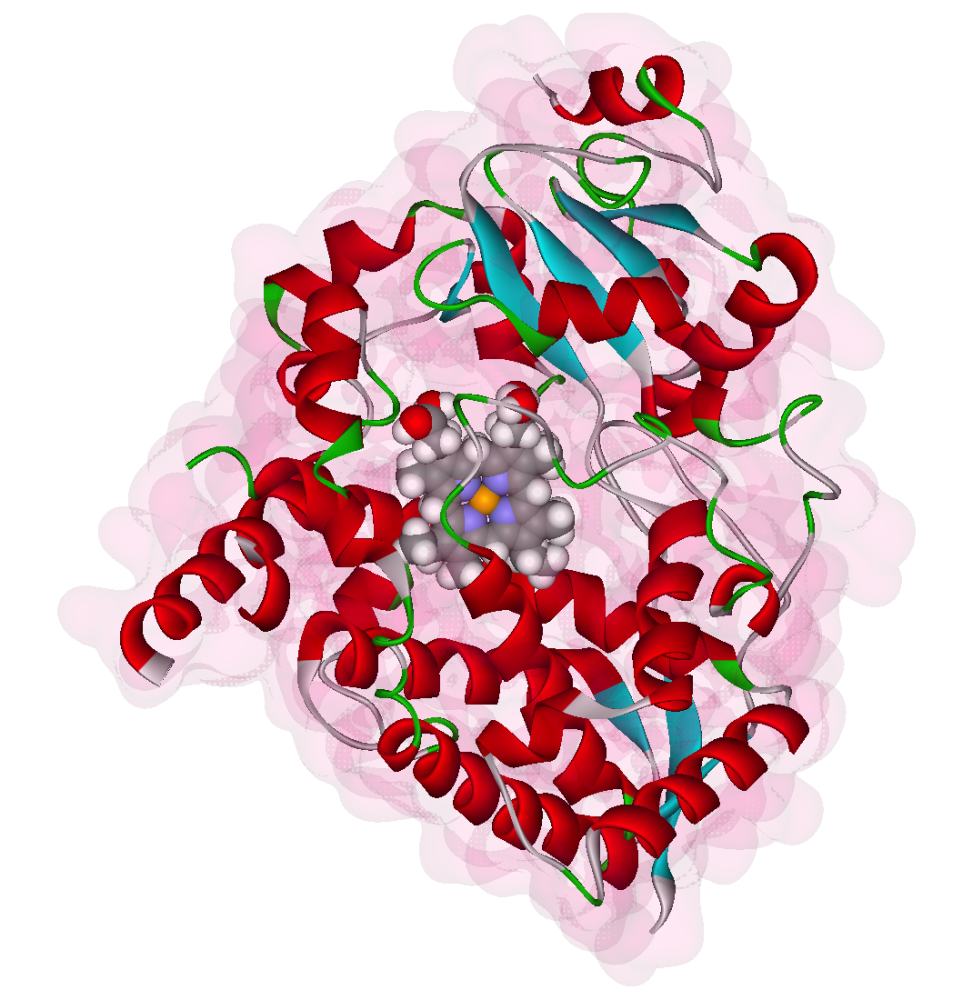
Le cytochrome P450, famille 3, sous-famille A, polypeptide 4. Au centre, on aperçoit un groupement hème.

Le Cytochrome P450 3A4, ou CYP3A4, est l'une des enzymes les plus importantes entrant en jeu dans le métabolisme des xénobiotiques par l'organisme humain. Il fait partie du système d'oxydases à fonction mixte. On le trouve principalement au niveau du foie. Parmi les cytochromes P450, le CYP3A4 est celui qui est impliqué dans la métabolisation du plus grand nombre de substrats. De ce fait, c'est aussi celui dont la concentration est la plus importante. Chez l'être humain, le gène codant CYP3A4 s'appelle lui aussi « CYP3A4 ». Le groupe de gènes des cytochromes P450 est localisé au niveau du chromosome 7, sur la bande q22.1.

## Fonction
Le CYP3A4 fait partie de la super-famille d'enzymes du cytochrome P450. Ce sont des mono-oxygénases qui catalysent de nombreuses réactions permettant le métabolisme des médicaments, ainsi que la synthèse du cholestérol, des stéroïdes et d'autres lipides.
Elles sont localisées dans le réticulum endoplasmique, et leur expression est induite par les glucocorticoïdes ou par certains agents pharmacologiques.
Environ la moitié des médicaments actuellement utilisés sont (au moins en partie) métabolisés à l'aide du CYP3A4, par exemple l'alprazolam, la carbamazépine ou la colchicine. Cette enzyme est aussi impliquée dans la métabolisation de certains stéroïdes, et certains cancérogènes.
Pour la plupart des substances, cette métabolisation est inactivante (soit par transformation en une substance dépourvue d'activité biologique, soit en facilitant son élimination). Cependant, beaucoup de substances sont bio-activées par le CYP3A4 : Certains médicaments sont inactifs sous leur forme initiale, et deviennent actifs après métabolisation (ce sont des prodrogues), de même que certains composés inoffensifs peuvent devenir toxiques après transformation.

## Distribution tissulaire
Le fœtus n'exprime pas de CYP3A4 au niveau hépatique, mais utilise le CYP3A7 (en) à la place, qui a des substrats similaires. Durant le premier mois de la vie, le taux de CYP3A4 hépatique passe de 0 % à 40 % environ. Il atteint 72 % à 12 mois,.
Bien que la majorité du CYP3A4 soit présente dans le foie, il existe aussi dans d'autres organes où il joue également un rôle métabolique important :
- dans les intestins, il métabolise certains médicaments, ce qui peut être indispensable à leur résorption ou à leur activation. C'est le cas de la terfénadine (en), un antihistaminique ;
- dans le cerveau, le CYP3A4 a été identifié mais son rôle est pour l'instant inconnu[6].

## Inhibition par des fruits et plantes
En 1998, plusieurs chercheurs ont montré que le jus de pamplemousse, et le pamplemousse en général, est un puissant inhibiteur du CYP3A4. De ce fait, la consommation de pamplemousse pendant un traitement médicamenteux peut diminuer l'élimination par l'organisme du médicament, et en augmenter la biodisponibilité,,,,. Cela peut provoquer un surdosage qui peut être fatal, par exemple dans le cas de l'astémizole et la nifédipine.
L'effet du jus de pamplemousse sur la biodisponibilité des médicaments a été découvert à l'origine en 1989. La première publication à ce sujet a été publiée dans The Lancet en 1991, sous le titre « Interactions of Citrus Juices with Felodipine and Nifedipine », ce qui était la première fois que l'on observait cliniquement une interaction entre la nourriture et les médicaments.
Une inhibition due à une combinaison de sureau noir et d'échinacée a aussi été démontrée .

## Variabilité entre les individus
Plus de 28 SNPs (pour single nucleotide polymorphism, prononcer « snip ») affectant le gène du CYP3A4 ont été identifiés. Cependant, ils n'entrainent pas de variabilité manifeste in vivo. Cela est probablement dû au fait que le CYP3A4 est induit en réponse à la présence de substrat : plus la quantité de substrat est importante, plus le CYP3A4 est exprimé, ce qui atténue les variations inter-individuelles.
On peut explorer le fonctionnement du CYP3A4 de façon non-invasive grâce au test ERMBT (en). De l'érythromycine marquée au carbone 14 est injectée à un patient, puis on mesure l'activité du carbone 14 dans l'air expiré, ce qui permet d'évaluer la métabolisation de l'érythromycine.

## Inductibilité
Le CYP3A4 est induit par un grand nombre de ligands. Ceux-ci se fixent au PXR (Pregnane X Receptor), qui forme un hétérodimère avec le RXR (Retinoid X Receptor) sous forme activée. Ce dimère se fixe lui-même à la région XREM du gène codant CYP3A4, ce qui provoque une interaction avec les régions promotrices du gène, augmentant l'expression du CYP3A4.

## Renouvellement
Le turn-over du CYP3A4 humain varie largement selon la localisation. Au niveau hépatique, la demi-vie est in vivo entre 70 et 140 heures, alors que des expériences in vitro donnent une demi-vie entre 26 et 79 heures. Au niveau intestinal, la demi-vie des cytochromes est liée au turnover des cellules intestinales elles-mêmes.